# Fenton Johnson (Schriftsteller, 1953)

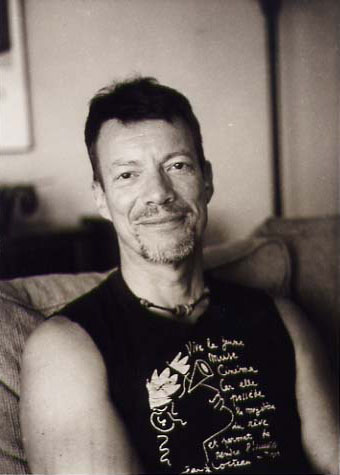
Fenton Johnson (2005)

Fenton Johnson (* 25. Oktober 1953 in New Haven, Kentucky) ist ein US-amerikanischer Anglist und Autor.

## Leben
Johnson wuchs in einer Familie mit acht Kindern in New Haven, Kentucky, auf. Er studierte an der Stanford University in Kalifornien Anglistik. Nach seinem Bachelor-Abschluss im Jahr 1975 und zwei Jahren als Berater des US-Repräsentanten Romano Mazzoli in Louisville zog Johnson nach San Francisco, wo er sich als homosexuell outete. 1987 lernte er Larry Rose kennen, mit dem er zusammenlebte, der aber nach vier Jahren 1991 an den Folgen von AIDS verstarb. Er besuchte das Iowa Writers Workshop. Als Hochschullehrer unterrichtet Johnson an der University of Arizona Anglistik. Als Autor veröffentlichte er mehrere Bücher und Beiträge in diversen Magazinen.

## Werke (Auswahl)
- 1989: Crossing the river. Birch Lane Press, 1. Januar 1989 (englisch).
  - Crossing the river. University Press of Kentucky, 1. Januar 2016 (englisch).
- 1994:  Scissors, Paper, Rock, Washington Square Press; 2016, University Press of Kentucky
- 1996: Geography of the Heart: A Memoir, Scribner's; Washington Square Press  Keeping Faith:  A Skeptic's Journey. Houghton Mifflin Harcourt, 2004, ISBN 978-0-618-49237-4 (englisch, google.com).; 2005, Mariner Books
- 2016: The Man Who Loved Birds, University Press of Kentucky
- Everywhere Home: A Life in Essays, Sarabande Books, 2017
- The future of queer : a manifesto, Harper’s Magazine 336[2]
- At the center of all Beauty, Solitude and the creative life

## Auszeichnungen und Preise (Auswahl)
- 1997: Stonewall Book Award für Geography of the Heart: A Memoir
- 1997: Lambda Literary Award für Geography of the Heart: A Memoir